# 内藤礼

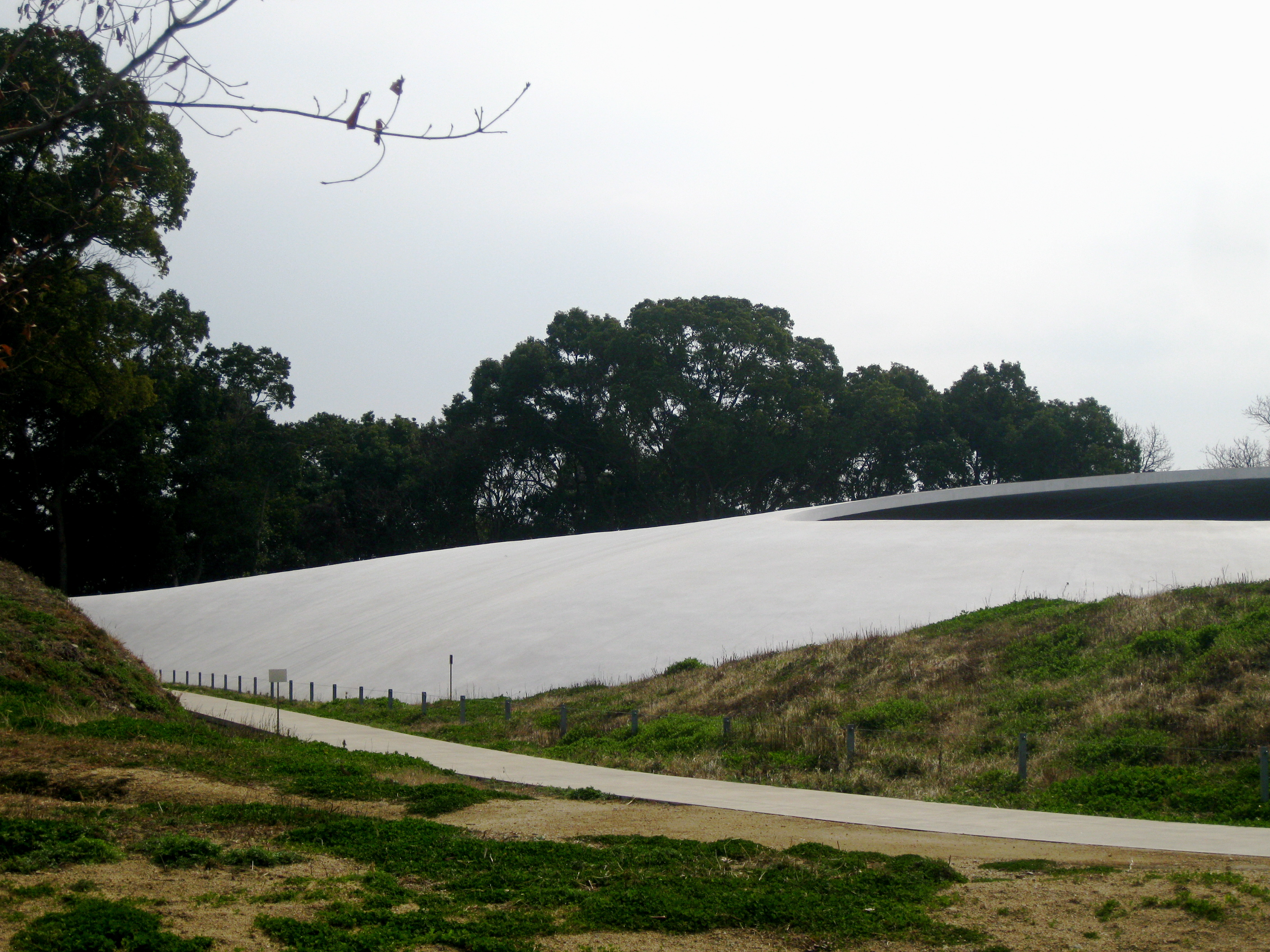
豊島美術館

内藤 礼（ないとう れい、1961年 - ）は、日本の美術家。ひそやかで繊細な造形作品と、それを配置し鑑賞する緊張感のある空間からなるインスタレーション作品などを制作。

広島県広島市出身、広島女学院中学校・高等学校卒業。1985年武蔵野美術大学造形学部視覚伝達デザイン学科卒業。

## 来歴

### 2000年まで
- 1986年、東京都のパルコ･スペース5で初個展『Apocalypse Palace』開催[2]。
- 1991年、佐賀町エキジビット・スペースで「地上にひとつの場所を」発表。
- 1994年、日本現代藝術奨励賞（インスタレーション部門）[3]
- 1995年、国立国際美術館で個展『みごとに晴れて訪れるを待て』開催。
- 1997年、第47回ヴェネツィア・ビエンナーレ国際美術展の日本館にて「地上にひとつの場所を」を展示[4]。鑑賞者を一人ずつ数分間だけ招き入れる方法をとったため、長蛇の列となった。同年、フランクフルト近代美術館の企画でカルメル会修道院にて個展『Being Called』開催[4]。

### 2000年代
- 2001年、ベネッセアートサイト直島の家プロジェクトで古民家「きんざ」に『地上にひとつの場所を』の直島ヴァージョン「このことを」を設置。
- 2002年、香川県の直島で個展。
- 2003年、アサヒビール芸術文化財団芸術賞受賞[5]。
- 2008年、横浜トリエンナーレ2008に参加。
- 2009年、神奈川県立近代美術館にて個展『すべて動物は、世界の内にちょうど水の中に水があるように存在している』開催[4]。

### 2010年代
- 2010年、豊島美術館に「母型」設置。
- 2013年、広島県立美術館にて個展『タマ／アニマ（わたしに息を吹きかけてください）』を開催。
- 2014年、東京都庭園美術館にて個展『内藤礼 信の感情』を開催。
- 2017年、パリ日本文化会館にて個展『émotions de croire（信の感情）』を開催[4]。テルアビブ美術館にて個展『Two Lives』を開催[4]。
- 2018年、水戸芸術館にて大規模個展『明るい地上には　あなたの姿が見える』を開催。第60回毎日芸術賞を受賞。
- 2019年、芸術選奨文部科学大臣賞受賞。

### 2020年代
- 2020年6月27日-8月23日、金沢21世紀美術館にて『内藤礼　うつしあう創造』を開催[4]。
- 2024年6月25日ｰ9月23日、東京国立博物館にて「内藤礼　生まれておいで 生きておいで」[6]

## パブリックコレクション
- きんざ／「このことを」(直島・家プロジェクトベネッセアートサイト直島)
- 「母型／Matrix」(豊島美術館)

## 作品集
- 『直島・家プロジェクト第3弾きんざ／「このことを」内藤礼』（ベネッセアートサイト直島）
- 『内藤礼作品集』（筑摩書房）
- 『地上にひとつの場所を』（筑摩書房）
- 『世界によってみられた夢』（ちくま文庫）
- 『内藤礼〈母型〉』（聞き手・中村鐵太郎、左右社、神戸芸術工科大学レクチャーブックス）
- 『内藤礼｜1985−2015　祝福』（millegraph）